# Латиноамериканское право
Латиноамерика́нское пра́во — правовая группа, которая является составной частью романо-германской правовой семьи и включает в себя национальные правовые системы государств, расположенных на территории Южной и Центральной Америки (Латинская Америка).
В настоящее время эта правовая группа охватывает около 20 государств Латинской Америки, в их числе Бразилия, Мексика, Аргентина, Перу, Колумбия, Венесуэла, Чили, Боливия, Парагвай, Уругвай, Панама, Никарагуа, Эквадор, Сальвадор, Коста-Рика, Гондурас, Гватемала, Доминиканская Республика.
В сравнительном правоведении латиноамериканское право в совокупности с правовыми системами Франции, Испании, Италии, Португалии, Бельгии и Румынии внутри романо-германской правовой семьи образуют группу романского права. По мнению ряда исследователей латиноамериканское право можно выделить в отдельную правовую группу в составе романо-германской правовой семьи, поскольку оно имеет свою специфическую общность и представляет собой уникальный сплав национальных правовых традиций.

## Характеристика
Несмотря на свою региональную историко-национальную специфику в странах Латинской Америки действует тот же самый правовой механизм, который является базисным для всей романо-германской правовой семьи, заключающийся в том, что основным источником права выступает нормативный акт.
Современные страны Латинской Америки берут своё начало в государственном развитии не от коренного населения Южной Америки (индейцев), а в результате европейской колонизации, начавшейся в эпоху Великих географических открытий и освоения Нового Света европейцами, прежде всего, двумя мощнейшими государствами того времени — Испанией и Португалией. Колонизаторы принесли с собой не только свою культуру и язык, но и своё право, основанное на рецепции римского права.
Сходство исторического развития, социально-экономического строя и политической структуры латиноамериканских государств породили в большинстве из них сходные правовые институты, и как следствие, в результате этого сформировалась общность национальных правовых систем. Указанные факторы позволяют выделить их в отдельную правовую группу в рамках романо-германского права.
В своей основе латиноамериканское право — это кодифицированное право, осуществлённое по европейским образцам. Кодификация в странах Латинской Америки проходила на протяжении всего XIX и части XX века и отличалась своей спецификой в зависимости от национальных черт того или иного государства.
Судебная практика большинства латиноамериканских стран как источник права не рассматривается. В последнее полстолетие происходит интенсивное развитие законодательства в этих государствах.
В области частного права правовые системы латиноамериканских государств образуют две группы: правовые системы, которые полностью повторяют Французский гражданский кодекс (Гаити, Боливия, Доминиканская Республика и Мексика), и вторая группа — правовые системы, отличающиеся в определённой степени самостоятельностью, хотя и не лишённые некоторых заимствований (Чили, Аргентина).
В сфере публичного права государства Латинской Америки копируют конституционную модель США. Все они имеют свои писаные конституции и вводят институт президентства, уже функционировавший в то время в Северо-Американских Соединенных Штатах. 

## История развития
Историю развития правовых систем латиноамериканских государств делят на доколониальный, колониальный и постколониальный этапы, то есть после обретения территориями (колониями) своей независимости в начале XIX века.

### Доколониальный этап
Первым по исторической хронологии источником латиноамериканского права являлось аборигенное или индейское право, которое формировалось на протяжении нескольких тысячелетий. Это было право многочисленных индейских племён, которые населяли земли Северной, Центральной и Южной Америки и создали ряд цивилизаций: майя, тольтеков, ацтеков, инков и др.

### Колониальный этап
Колониальная история характеризуется заселением и освоением новых территорий европейскими колонизаторами с привнесением своего правового порядка, ставшего колониальным правом и регулировавшим не только внутренние вопросы колонизированных территорий и их статуса, но и взаимоотношения новых территорий с метрополиями (прежде всего с Испанией и Португалией). Началась эта эпоха с открытием Колумбом Нового Света в 1492 году.
Спор между двумя великими державами того времени — Испанией и Португалией, по поводу принадлежности тех или иных территорий был разрешён Тордесильясским договором 1494 года. Согласно этому документу к Португалии перешли все территории к востоку от островов Зелёного мыса на протяжении около 2000 километров вдоль воображаемой линии, идущей от одного полюса к другому. К Испании отошли земли, расположенные западнее этой линии: Карибские острова, Центральная Америка, значительные территории Северной и Южной Америки.

### После обретения независимости
Постколониальная история начинается с обретением бывшими колониями (территориями) своей государственной независимости и развитием в них уже своего собственного национального права.
Первой свободу обрела Эспаньола (Гаити). Ещё в 1791 году во французской части острова началось восстание рабов под предводительством Туссена-Лувертюра. Вскоре оно перекинулось на испанскую часть острова. Повстанцы захватили весь остров и 1 января 1804 года объявили его независимость. В 1816 году независимость обрела Аргентина, в 1818 году Чили, в 1819 году Колумбия, в 1821 году Мексика, Венесуэла и Перу, в 1822 году Эквадор.
Именно кодификация, начавшаяся после обретения своей национальной независимости странами Латинской Америки и явилась тем отправным пунктом, который дал мощный импульс для развития своего национального права вновь образованных государств. За основу было принято французское право, в то время уже кодифицированное, и в отличие от испанского права, которое являлось раздробленным и разнородным. На выбор французской модели огромное влияние оказали политико-правовые учения эпохи Просвещения, которыми руководствовались революционные силы в борьбе за независимость.